# Recombinasa Tre
La Recombinasa Tre es una enzima experimental que ha retirado exitosamente en pruebas de laboratorio el ADN insertado en células infectadas por VIH.
La enzima deriva de la Recombinasa Cre a través de mutaciones selectivas con el propósito de identificar marcadores de VIH, que no estén unidos por sitios loxP y por tanto rechacen los intentos de Recombinación Cre-lox (tecnología de recombinación de sitio específico).
La enzima ha demostrado su actividad en la línea de células HeLa en laboratorio, removiendo completamente el provirus de las células. El genoma del virus tiene en ambos extremos dos secuencias idénticas, perfectamente conocidas, que casi no sufren modificaciones aún en el caso de mutaciones del VIH, y es aquí donde actúa la Recombinasa Tre.
El descubrimiento es trabajo de científicos del Instituto Heinrich Pette de Virlogía Experimental e Inmunología en Hamburgo y el Instituto de Biología Molecular Celular y Genética Max Planck en Dresde.